# Dick Okello
Dick Okello (* 5. Dezember 1990) ist ein ehemaliger ugandischer Fußballschiedsrichterassistent.
Von 2017 bis 2022 stand er auf der Liste der FIFA-Schiedsrichter und war an der Spielleitung internationaler Fußballpartien beteiligt, unter anderem in der CAF Champions League.
Im Dezember 2021 wurde Okello für den Afrika-Cup 2022 in Kamerun nominiert, jedoch bestritt er Ende 2021 seine letzten Einsätze als Schiedsrichterassistent und kam daher nicht beim Afrika-Cup im Januar 2022 zum Einsatz.
Zudem war er bei der U-20-Afrikameisterschaft 2019 im Niger, beim U-23-Afrika-Cup 2019 in Ägypten sowie bei diversen Qualifikations- und Freundschaftsspielen im Einsatz.